# 奧切列特涅
49°50′0″N 25°35′31″E / 49.83333°N 25.59194°E

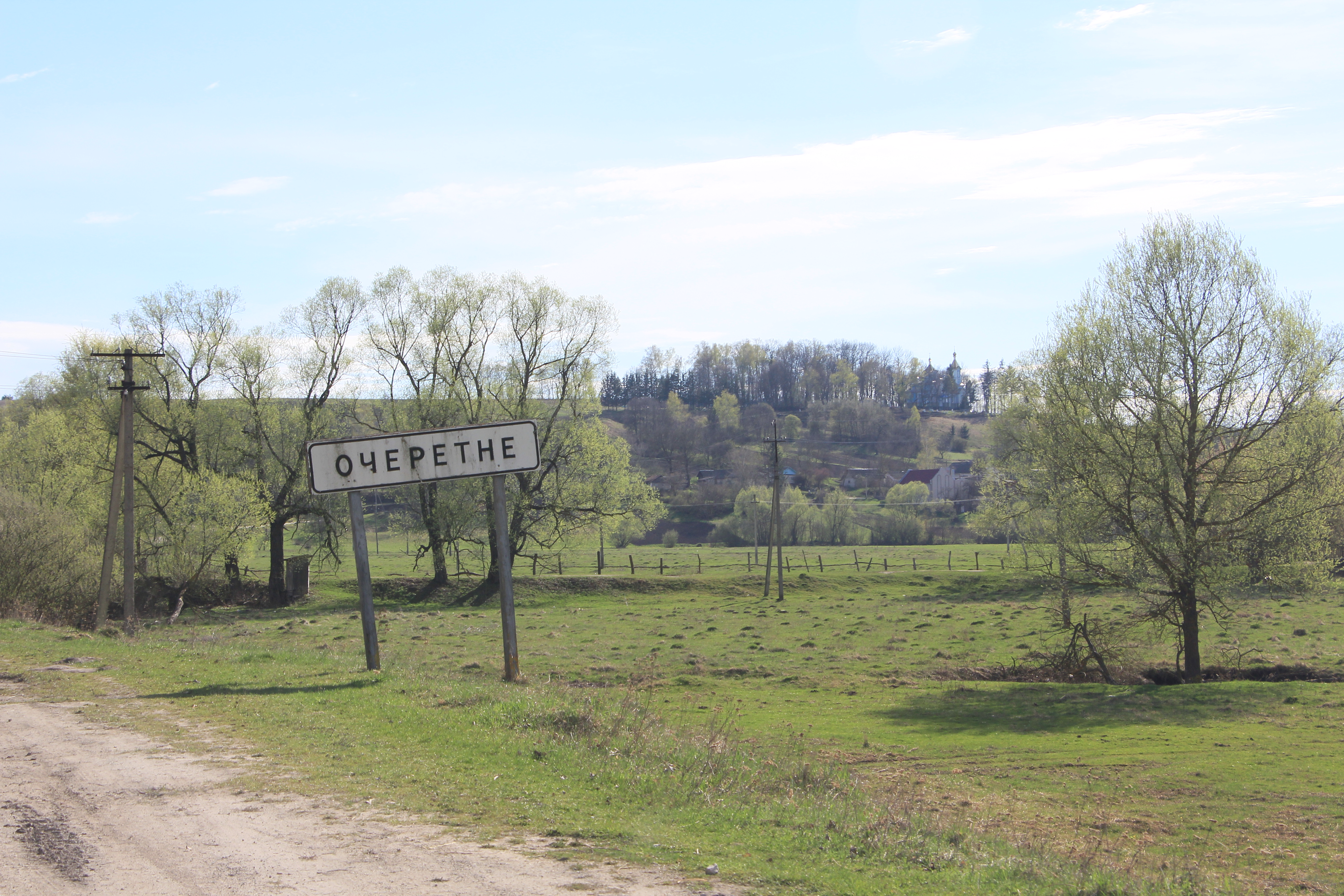

奧切列特涅（烏克蘭語：Очеретне），是烏克蘭的村落，位於該國西部捷爾諾波爾州，由克列梅涅茨區負責管轄，始建於1630年，面積1.9平方公里，2001年人口456，人口密度每平方公里240人。